# Sivasmassakern
Sivasmassakern (Turkiska: Sivas Madımak Olayı eller Sivas Katliamı) är en term som används för att beskriva händelserna runt den 2 juli, 1993, då 37 människor brändes ihjäl i ett hotell i staden Sivas, Turkiet. Offren, som hade samlats för en kulturfestival, blev dödade när en folkmassa av muslimska extremister satte eld på hotellet gruppen vistades i.